# The Signals (Fox Islands)
The Signals sind eine kleine Inselgruppe der Fox Islands, die zu den Aleuten gehören. Die Gruppe liegt an der Nordostküste von Sedanka Island.